# Maigret in Vichy
Maigret à Vichy (Maigret in Vichy) is een politieroman van Georges Simenon, in 1968 door Presses de la Cité gepubliceerd als onderdeel van de Maigret-reeks. Simenon schreef tussen 5 en 11 september 1967 aan het verhaal, dat als voorpublicatie in 26 afleveringen eerst verscheen in de krant Le Figaro tussen 2 december 1967 en 3 januari 1968.

## Personages
- Maigret en zijn vrouw.
- Hélène Lange, het slachtoffer, 48 jaar.
- Francine Lange, de zus van Hélène, 40 jaar, kapster in La Rochelle.
- Louis Pélardeau, rijke industrieel, zestiger.
- Désiré Lecoeur, 48 jaar, commissaris van politie van Clermont-Ferrand.

## Plot
Maigret is 53 jaar en gezond, maar heeft behoefte aan een werkonderbreking. Op advies van zijn dokter (Pardon) boekt hij met zijn vrouw een verblijf in het kuuroord Vichy. Tot hun dagelijkse routine behoort een wandeling, waardoor ze stilaan meer mensen leren kennen. Op een dag horen ze het vreselijke nieuws dat een van de vrouwen die ze hadden opgemerkt, Hélène Lange, gewurgd teruggevonden is nabij het hotel. Commissaris Désiré Lecoeur van Clermont-Ferrand, iemand die vroeger als inspecteur bij Maigret in dienst was, leidt het onderzoek. Intussen begint Maigret echter zelf iedereen te ondervragen. Hélènes zuster Francine komt naar de begrafenis en beweert dat ze bijna geen contact meer had met het slachtoffer, dat een eenzaam leven leidde. Lecoeur en Maigret ontdekken echter dat de band met haar zuster veel dieper was dan ze beweert. Ze vinden het ook bijzonder vreemd dat Hélène elke maand een uitstap maakte naar een ander stadje en bij haar terugkomst telkens 5000 frank of meer op haar bankrekening zette.

## Verfilming
- Maigret à Vichy, Franse televisiefilm uit 1984 van Alain Levent met Jean Richard.